# БМВ Серия 3 (E36)
БМВ E36 е третото поколение БМВ Серия 3 и се произвежда между 1990 и 2000 г. Първоначално моделите са тип четириврат седан, последвани от купе, комби и хечбек.
Е36 е първият модел от Серия 3, предлаган като хечбек и също така притежава първата ръчна скоростна кутия с шест предавки (в М3 от 1996 г.), автоматична скоростна кутия с пет предавки и четирицилиндров бензинов двигател. Задното окачване с мулти-линк също представлява значително подобрение в сравнение с предишните поколения от Серия 3.
Е36 М3 е задвижвано от шестцилиндровите БМВ С50 и БМВ С52 (в зависимост от страната). Е36 М3 излиза на пазара през 1992 г. и е достъпен във версия купе.
През 1998 г. е представен наследникът на Е36 – Е46 Серия 3.

## Разработване
Разработването на Е36 започва през 1981, като екстериорът е силно повлиян от идеята за аеродинамичност. Това включва използването на цялостна клиновидна форма и по-малки огледала.

## Стилистика
Вариантите, в които се предлага Е36, са:
- четириврат седан, предлаган от 1991 до 1998 г.
- двуврато купе, предлагано от януари 1992 до 1999 г.
- двуврат кабриолет, предлаган от 1993 до 1999 г.
- петврато комби, предлагано от 1994 до 1999 г.
- триврат хечбек, предлаган от 1993 до 2000 г.

- E36 седан
- E36 купе
- E36 кабриолет

- E36 Бауер
- E36 комби
- E36 хечбек

## Оборудване
Оборудването за сигурност включва въздушна възглавница за водача и пътниците, а също и антиблокираща система. Е36 разполага също и с електронен климатичен контрол.

## Двигатели

### Бензинов
Четирицилиндровите бензинови двигатели, използвани за модела Е36, първоначално са заети от старите поколения на Серия 3: БМВ
М40 БМВ М42. През 1993 г. М40 е заменен от БМВ М43, а М42 е заменен през 1996 от БМВ М44.
За шестцилиндровите модели, Е36 е пуснато на пазара с новия по това време БМВ М50 бензинов двигател. През 1993 г., М50ТУ версиите добавят променлив момент на вентила, което повишава въртящия момент. През 1995 г. двигателят БМВ М52 заменя М50ТУ, в резултат на което моделът 328i заменя 325i. Добавен е също и новият модел от среден клас, 325i (задвижван от 2,5-литрова версия на М52).
През 1992 г. М3 представя 3-литровия БМВ С50 двигател. През 1995 г. капацитетът му е повишен до 3,2 литра и променлив момент на вентила е добавен към всмукателния разпределителен вал.
| Модел       | Години    | Двигател | Мощност         | Въртящ момент |
| ----------- | --------- | -------- | --------------- | ------------- |
| 316i        | 1990-1994 | M40B16   | 73 kW (98 hp)   | 141 N⋅m       |
| 316i        | 1993-1999 | M43B16   | 75 kW (101 hp)  | 150 N⋅m       |
| 318i        | 1990-1993 | M40B18   | 83 kW (111 hp)  | 162 N⋅m       |
| 318i        | 1993-1998 | M43B18   | 85 kW (114 hp)  | 168 N⋅m       |
| 318is       | 1992-1995 | M42B18   | 103 kW (138 hp) | 175 N⋅m       |
| 318is       | 1996-1998 | M44B19   | 103 kW (138 hp) | 181 N⋅m       |
| 320i        | 1991-1993 | M50B20   | 110 kW (148 hp) | 190 N⋅m       |
| 320i        | 1993-1998 | M52B20   | 110 kW (148 hp) | 190 N⋅m       |
| 323i        | 1995-1998 | M52B25   | 125 kW (168 hp) | 245 N⋅m       |
| 325i        | 1991-1992 | M50B25   | 141 kW (189 hp) | 245 N⋅m       |
| 325i        | 1993-1995 | M50B25TU | 141 kW (189 hp) | 245 N⋅m       |
| 328i        | 1995-1998 | M52B28   | 142 kW (190 hp) | 280 N⋅m       |
| M3 (Европа) | 1992-1995 | S50B30   | 210 kW (282 hp) | 320 N⋅m       |
| M3 (Европа) | 1995-1998 | S50B32   | 239 kW (321 hp) | 350 N⋅m       |
| М3 (САЩ)    | 1995      | S50B30US | 179 kW (240 hp) | 305 N⋅m       |
| М3 (САЩ)    | 1996-1999 | S52B32   | 179 kW (240 hp) | 320 N⋅m       |

### Дизелов
Първоначално шестцилиндровият турбодвигател М51 е използван в модела Е36 325td. През 1993 г. моделът 325tds е пуснат на пазара, което добавя интеркулер към М51. През 1994 г. е представен модела 318tds, захранван от четирицилиндровия БМВ М41.

## Трансмисия
Е36 е произвеждано със следните видове трансмисии:
- 5-скоростна ръчна
- 6-скоростна ръчна (1996 – 1999 M3, освен в САЩ)
- 4-скоростна автоматична
- 5-скоростна автоматична

Всички модели са със задно предаване.

## М3
Е36 М3 е задвижвано от шестцилиндровите редови БМВ С50 и БМВ С52, и е произвеждано във версиите купе, седан и кабриолет. Всяко едно поколение на серия 3 получава своя М-версия, след като първата е представена през 1986 г. с Е30 М3.
Първоначално М3 е достъпно като купе, а скоро след това е добавена и версия кабриолет. М3 седани са достъпни по време на поколенията Е36 (1994 – 1999) и Е90 (2008 – 2012). От 2015 М3 се произвежда само като седан, тъй като версиите купе и кабриолет са представени в отделната серия 4 с високопроизводителен вариант М4.